# BMW R 62
La BMW R 62 est la première moto de 750 cm3 de la marque BMW. Cette moto est un modèle de tourisme. Elle reprend la partie cycle des BMW R 52 et BMW R 57.